# Doug Jarrett
Douglas William „Doug“ Jarrett (* 22. April 1944 in London, Ontario; † 10. Februar 2014 in Fort Erie, Ontario) war ein kanadischer Eishockeyspieler, der im Verlauf seiner aktiven Karriere zwischen 1960 und 1977 unter anderem 874 Spiele für die Chicago Black Hawks und New York Rangers in der National Hockey League (NHL) auf der Position des Verteidigers bestritten hat. Im Jahr 1975 nahm Jarrett am NHL All-Star Game teil.

## Karriere
Jarrett verbrachte seine Juniorenzeit zwischen 1960 und 1964 in der Ontario Hockey Association (OHA), wo er in diesem Zeitraum für die St. Catharines Teepees und St. Catharines Black Hawks aktiv war. Insgesamt bestritt er über 200 Spiele in der Liga und konnte insbesondere mit seinen Leistungen im Spieljahr 1963/64 auf sich aufmerksam machen. Nachdem er schon in den Vorjahren einige Erfahrungen im Profibereich bei den Buffalo Bisons aus der American Hockey League (AHL) gesammelt hatte, schaffte der Verteidiger zur Saison 1964/65 durch die Kooperation mit den Chicago Black Hawks aus der National Hockey League (NHL) den Sprung in deren Kader.
Der Abwehrspieler verbrachte in seiner Rookiesaison auch eine gewisse Zeit bei den St. Louis Braves aus der Central Professional Hockey League (CPHL), konnte sich aber alsbald im Aufgebot der Chicago Black Hawks behaupten und erreichte mit ihnen die Finalserie der Stanley-Cup-Playoffs 1965. Vom Beginn der Saison 1965/66 bis zum Ende des Spieljahres 1974/75 war Jarrett fester Bestandteil des Verteidigungsverbands Chicagos, ab 1969 zumeist im Duo mit Keith Magnuson und verbuchte pro Spielzeit jeweils um die 20 Scorerpunkte. Zudem erhielt er eine Einladung zum NHL All-Star Game 1975. Nach über zehn Jahren in der Organisation der Chicago Black Hawks wurde der Defensivakteur Ende Oktober 1975 – kurz nach Beginn der Saison 1975/76 – im Tausch für Torhüter Gilles Villemure zu den New York Rangers transferiert. Dort verbrachte er noch eine Saison, ehe der 32-Jährige im Spieljahr 1976/77 ins Farmteam New Haven Nighthawks in die AHL abgeschoben wurde und nur noch sporadisch für die Rangers zu Einsätzen kam. Nach der Spielzeit beendete Jarrett seine Karriere als Aktiver.
Jarrett verstarb im Februar 2014 im Alter von 69 Jahren an den Folgen einer Krebserkrankung in Fort Erie in der Provinz Ontario.

## Erfolge und Auszeichnungen
- 1964 OHA First All-Star Team
- 1975 Teilnahme am NHL All-Star Game

## Karrierestatistik
(Legende zur Spielerstatistik: Sp oder GP = absolvierte Spiele; T oder G = erzielte Tore; V oder A = erzielte Assists; Pkt oder Pts = erzielte Scorerpunkte; SM oder PIM = erhaltene Strafminuten; +/− = Plus/Minus-Bilanz; PP = erzielte Überzahltore; SH = erzielte Unterzahltore; GW = erzielte Siegtore; 1 Play-downs/Relegation; Kursiv: Statistik nicht vollständig)